# NHL Open Ice: 2 on 2 Challenge
NHL Open Ice: 2 on 2 Challenge, ook gekend als NHL Open Ice en 2 on 2 Open Ice Challenge, is een eerder komisch ijshockey-computerspel initieel uitgegeven voor Arcade in 1995. Het werd ontwikkeld door Midway Games Later kwamen er versies uit voor PlayStation en Microsoft Windows waar de Winnipeg Jets werden vervangen door Phoenix Coyotes. De versie voor Panasonic M2 werd geschrapt omdat deze spelcomputer van de markt werd gehaald.

## Ploegen
In het spel bestuurt de speler een bestaande ijshockeyploeg - met personen die bij uitgave van het spel effectief voor dat team speelden - dewelke een wedstrijd speelt tegen een andere ploeg die door de computer wordt aangestuurd.
- Boston Bruins
- Buffalo Sabres
- Calgary Flames
- Chicago Blackhawks
- Colorado Avalanche
- Dallas Stars
- Detroit Red Wings
- Edmonton Oilers
- Florida Panthers
- Hartford Whalers
- Los Angeles Kings
- Mighty Ducks of Anaheim
- Montreal Canadiens
- New Jersey Devils
- New York Islanders
- New York Rangers
- Ottawa Senators
- Philadelphia Flyers
- Phoenix Coyotes (enkel in Windows en PlayStation-versie ter vervanging van Winnipeg Jets)
- Pittsburgh Penguins
- San Jose Sharks
- St. Louis Blues
- Tampa Bay Lightning
- Toronto Maple Leafs
- Vancouver Canucks
- Washington Capitals
- Winnipeg Jets (enkel in Arcade-versie)